# Вранинци (община Кочани)
 Тази статия е за селото в Северна Македония.  За селото в България вижте Вранинци.  
Вранинци (на македонска литературна норма: Вранинци) е село в източната част на Северна Македония, част от Община Кочани.

## География
Селото е разположено на 6 километра североизточно от град Кочани в Осоговската планина.

## История
В XIX век Вранинци е чисто българско село в Кочанска кааза на Османската империя. Според статистиката на Васил Кънчов („Македония. Етнография и статистика“) от 1900 година Вранинци има 175 жители, всички българи християни.
В началото на XX век население на селото са под върховенството на Българската екзархия. По данни на секретаря на екзархията Димитър Мишев („La Macédoine et sa Population Chrétienne“) през 1905 година във Вранинци (Vranintzi) има 160 жители българи екзархисти.
На 21 юни 1920 година 21 новобранци събрани, за да бъдат изпратени в Кочани, се разбунтуват и разбягват.
Според преброяване от 2002 в селото има 5 домакинства с 24 къщи. Според преброяването през 2021 в селото живеят 3 души. 

## Личности
Родени във Вранинци
- Тодосия Ананиев (1927 – 1944), югославски партизанин, Струмишки партизански отряд[6]